# Der deutsche Florus

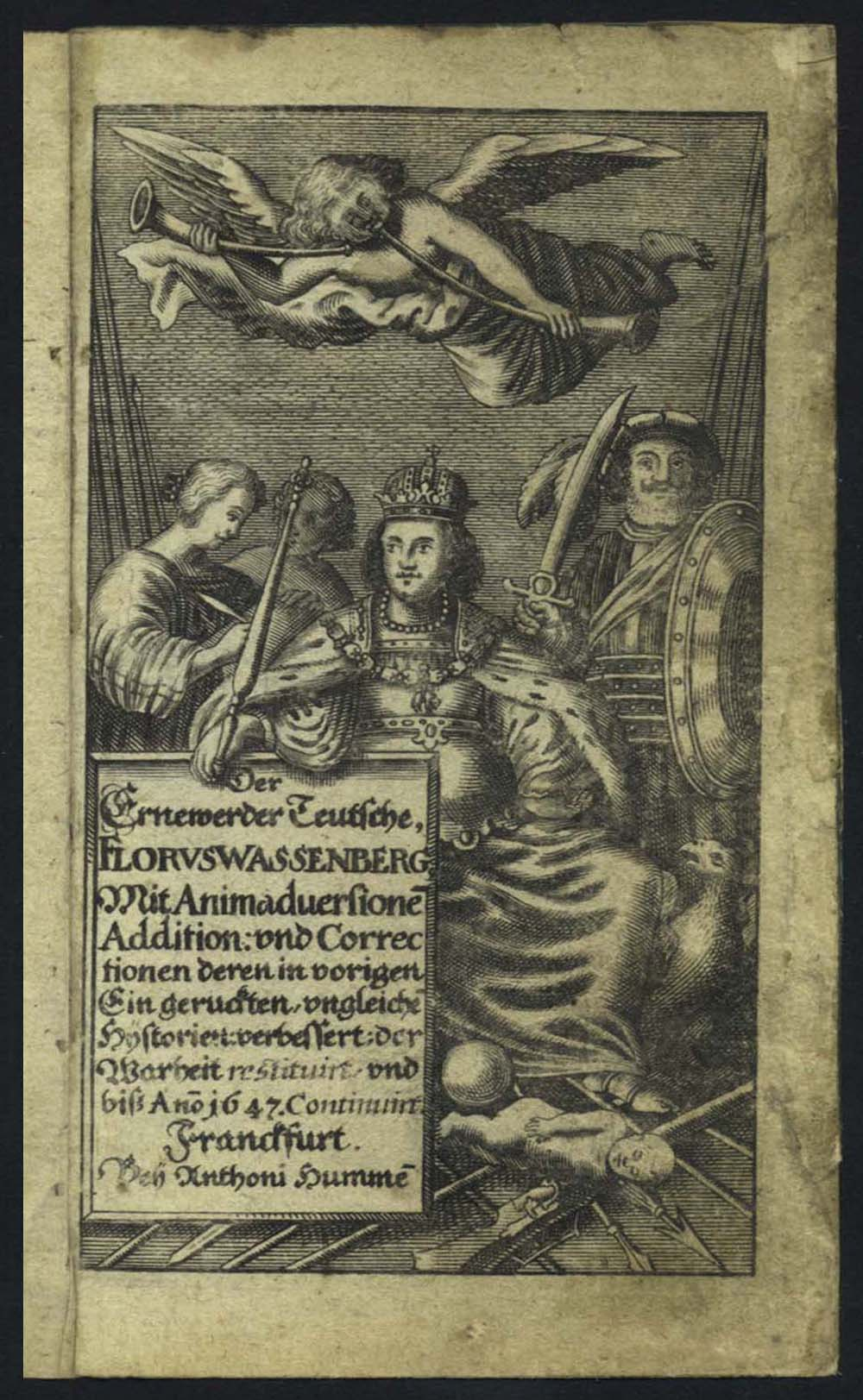
Der deutsche Florus 1647

Der deutsche Florus ist die Kurzbezeichnung eines „Bestsellers“ aus dem 17. Jahrhundert, in dem Eberhard Wassenberg (* 9. November 1610 in Emmerich; † nach 1668 an unbekanntem Ort) politische Geschehnisse und Persönlichkeiten der ersten Hälfte des 17. Jahrhunderts darstellt. Der Begriff des Dreißigjährigen Krieges bestand zu dieser Zeit noch nicht, Wassenberg spricht vom Böhmischen Krieg, Oesterreichischen Krieg, Mährischen Krieg, Pfälzischen Krieg, Siebenbürgischen Krieg, Manßfeldischen und Braunschweigischen Krieg, Dennemärckischen Krieg, Magdeburgischen Krieg, Holländischen Krieg, Italienischen oder Welschen Krieg und Schwedischen Krieg. Weitere beschriebene Begebenheiten sind der Schlesische Vertrag, der Leipzigische Bund, die Krönungen und die Hochzeit Ferdinands III. und der Tod Ferdinands II.
Das Buch erschien 1635 zuerst in lateinischer Sprache unter dem Titel FLORUS GERMANICUS, sive EBERHARDI WASSENBERGII Embricensis, COMMENTARIORUM DE BELLO, Inter invictissimos Imperatores FERDINANDOS II. & III. Et eorum hostes, Præsertim FREDERICUM PALATINUM, GABRIELEM BETHLENUM, ET DANIÆ, SUECIÆ, FRANCIÆ REGES GESTO, LIBER SINGULARIS, eine deutschsprachige Ausgabe aus dem Jahr 1647 trägt den Titel Der Ernewerder Teutsche, FLORVS WASSENBERG, Mit Animaduersione˜ Addition: vnd correctionen deren in vorigen Eingeruckten, ungleiche˜ Hystorien: verbessert; der Warheit restituirt, vnd biß Ano 1647. continuirt. Franckfurt. Bey Anthony Humme˜. Mit den Maßen 8,5 × 14 × 4,5 cm war es ein „Taschenbuch“.
Der Inhalt des Buchs stellt keine eigene Geschichtsquelle dar, da die Quellen ausschließlich Druckwerke waren. Das Buch hat aber eine besondere Bedeutung, weil es Hans Jakob Christoffel von Grimmelshausen für seine Romane Der Abentheuerliche Simplicissimus Teutsch (1668), Trutz Simplex (1669) und Der seltzame Springinsfeld (1670) als Zeitgerüst und Anregung gedient hat. Die Anregung war so groß, dass bei zahlreichen Sätzen, auch größeren Passagen und im Springinsfeld bei einem ganzen Kapitel von Plagiat gesprochen werden kann.
Das Werk bestand zunächst aus 4 Büchern (Abschnitten) von insgesamt 420 Seiten und erhielt später einen Nachtrag und einen Neuen Nachtrag, wonach es mehr als 700 Seiten hatte.